# 367633 Shargorodskij
367633 Shargorodskij este o planetă minoră (asteroid) din centura de asteroizi. A fost descoperită pe 11 noiembrie 2009 la Spețialnaia astrofiziceskaia observatoria RAN⁠(d) de Timoer Valerievitsj Krjatsjko⁠(d). 
Obiectul prezintă o orbită caracterizată de o semiaxă mare de 2,820622619822 UAi, o excentricitate de 0,04, o înclinație de 5,9 ° în raport cu ecliptica.